# Sony HB-F900
De HB-F900 is een door Sony in 1986 op de markt gebrachte MSX2-computer en was gericht op de zakelijke en professionele markt. De afkorting HB staat voor Hit Bit. De computer beschikt over een superimpose-functie voor externe videobeelden en kan tevens een laserdiskspeler aansturen.

## Omschrijving
De HB-F900 was gericht op de Japanse professionele markt, en was beschikbaar in een zwarte en witte uitvoering. Om videobeelden te kunnen digitaliseren en gebruik te maken van de superimpose-mogelijkheden was de losse HBI-F900 AV creator nodig. Dit apparaat kon aan de achterzijde via de Video I/F-connector worden aangesloten.
De computer is vormgegeven in een zogenoemd desktopmodel met twee ingebouwde diskettestations. De computer is tevens uitgerust met twee cartridgesleuven waarvan één aan de voorzijde en één aan de achterzijde. Het losse toetsenbord heeft een numeriek toetsenbord en cursortoetsen en wordt met een kabel verbonden. De HB-F900 bevat 256 kB werkgeheugen.

### Software
De HB-F900 werd geleverd met een muis en software op diskette. Dit was "Business Kit", een database en grafisch programma, en "Wordship", een Japanse tekstverwerker. Buiten Japan werd de HB-F900P geleverd met het programma "Quick Telopper" of "Sony Easy Telopper I" en MSX-DOS met een uitgebreide versie van het grafische programma "Halos" en gedigitaliseerde beelden.

## Modelvarianten
Buiten Japan werd de HB-F900 geleverd als de HB-F900P. Deze uitvoering was alleen in wit verkrijgbaar.

### HB-G900P
Voor de Europese markt werd het model uitgebracht als de HB-G900P, met een QWERTY-toetsenbord, superimpose mogelijkheden en ingebouwde laserdisk-besturing. Dit model bevat 64 kB aan RAM-geheugen. De HB-G900P is uitgerust met een Genlock-synchronisatie-eenheid voor de uitvoer van gemengde beelden afkomstig van de MSX-computer en ingevoerde videobeelden afkomstig van een extern videosignaal. Indien een optionele HBI-G900P Videotizer wordt aangesloten dan kunnen de superimposebeelden worden opgenomen met een externe videorecorder. De HB-G900P beschikt over extra ROM-geheugen, met extra MSX BASIC-instructies voor de aansturing en weergave van een Sony LDP-160P laserdiskspeler.
De HB-G900P en HB-G900AP werden verkocht met een muis en de softwarebundel "Multi-Teloper" op diskette. Dit bestond uit de programma's "Q-Manager" en "Graphics Editor".

### HB-G900AP
De HB-G900AP was een geavanceerde uitvoering van de HB-G900P met meer intern werkgeheugen (512 kB). De HB-900AP was een speciale computer gericht op de professionele markt en werd een jaar later in 1987 in Europa uitgebracht. Het werd verkocht in Nederland, Duitsland, Frankrijk, en Spanje. De toetsenbord-indeling verschilt per land, en dit kwam in een QWERTY, AZERTY, of QWERTZ uitvoering. De handleiding werd uitgegeven in meerdere talen, en de computer was alleen in een witte uitvoering verkrijgbaar.
Het geheugen kon worden uitgebreid naar 1024 kB door het toevoegen van RAM-geheugen in de gereserveerde sleuven.

## Ruimtestation
Eén MSX2-computer, de Sony HB-G900F met HBI-G900 Videotizer, werd gelanceerd in de ruimte aan boord van het Russische ruimtestation Mir. De computer werd daar gebruikt als een professioneel video-werkstation.

## Technische specificaties
Processor
- Sharp LH0080A, een Zilog Z80-kloon met een kloksnelheid van 3,56 MHz. (PAL)

Geheugen
- ROM: 94 kB
  - MSX BASIC versie 2.0: 48 kB
  - Disk BASIC: 16 kB
  - Videotoepassing: 16 kB (voor aansturing en weergave van de Sony LDP-160P laserdiskspeler)
  - Kanji-ROM JIS level 1 (alleen HB-F900)

- RAM:
  - 256 kB (HB-F900)
  - 64 kB (HB-G900P)
  - 512 kB (HB-G900AP)

- VRAM: 128 kB

Weergave
- VDP Yamaha V9938
- tekst: 80×24, 40×24 en 32×24 (karakters per regel × regels) vier kleuren, twee voorgrondkleuren en twee achtergrondkleuren
- grafisch: resolutie maximaal 512×212 beeldpunten (16 kleuren uit 512) en 256×212 (256 kleuren)
- kleuren: 256 maximaal
- Genlock-synchronisatie

Controller
- MSX-controller: S-1985 (behalve HB-G900P)
- real-time klok met zelfopladende batterij

Geluid
- Programmeerbare geluidsgenerator (PSG)
  - Yamaha YM2149 (geïntegreerd)
  - General Instrument AY-3-8910 (alleen HB-G900P)

- 3 geluidskanalen, waarvan één ruiskanaal
- 8 octaven

Diskettestation
- 2 diskettestations
- afmeting: 3,5 inch
- capaciteit: 720 kB (dubbelzijdig)

Aansluitingen
- netsnoer
- luminantie uitgangsconnector
- analoge geluids in- en uitgang
- Scart-audio/video-uitgang (RGB)
- datarecorder (1200/2400 baud)
- Centronics compatibele parallelle poort voor een printer
- toetsenbordaansluiting
- RS-232 poort
- 2 joysticks
- 2 cartridgesleuven
- Video I/F connector